# Музика Ватикану
Ватикан як осередок папської влади та його попередник Папська держава відіграли важливу роль у розвитку християнської музики. У Ватикані виконують канти античного походження, скажімо, григоріанські, а також сучасну поліфонічну музику. Папський хор, більш відомий як хор Сикстинської капели — один із найстаріших хорів у світі, який офіційно діє з 1471 року. Заснований у Ватикані, він зазвичай складається з двадцятьох чоловік (тенорів і басів) та тридцятьох хлопчиків (сопрано і альт), останні з яких отримують безплатне навчання. Спочатку хористи походили з Північної Європи, але в XVI столітті почали прибувати ще й з Іспанії та Італії. На той час церковна влада переймалася тим, що слова літургійних текстів заглушувалися традиційними мелодіями. У результаті такі реформатори як Палестрина переглянути правила григоріанського співу, які були надруковані у Римі видавництвом «Медічі Прес»; продовження цих реформ можна спостерігати до наших днів. Традиційним музичним інструментом був орган.
Зі зникненням папських держав здатність пап спонсорувати композиторів і музикантів вичерпалася. Проте ні сама ця справа, ні інтерес до неї на цьому не закінчилися. На цю тему писали папа Пій X і Пій XII. У новітні часи для Ватикану писали музику або диригували американський композитор Джон Гарбісон та американський диригент Гілберт Левін. У Ватикані протягом тринадцяти років до припинення у 2006 році проводився різдвяний концерт, у якому виступали популярні музиканти, серед яких були такі визначні виконавці як Хосе Фелісіано, Вітні Г'юстон, Діонн Ворвік, Ґлорія Ґейнор і Б. Б. Кінг. У 2003 році концерт викликав неоднозначну реакцію через заяву Лорін Гілл, яка скористалася нагодою покритикувати Ватикан за випадки сексуального розбещення з боку римокатолицьких священиків.
6 листопада 2015 у Ватикані вийшов мизичний диск під назвою «Wake Up!» (Прокинься!), у створенні якого взяли участь шість композиторів, які використали записи проповідей понтифіка, що надало Радіо Ватикану. Теми пісень ті самі, що й у промовах Франциска: мир, природа, увага до нужденних, віра і сім'я. Диск містить 11 пісень у жанрах класики, поп-музики і навіть року 